# Meliz Redif
Meliz Redif (* 26. März 1989 in Nord-Nikosia) ist eine ehemalige türkische Sprinterin, die sich auf den 400-Meter-Lauf spezialisiert hat.

## Sportliche Laufbahn
Erste internationale Erfahrungen sammelte Meliz Redif im Jahr 2008, als sie bei den Juniorenweltmeisterschaften in Bydgoszcz mit 54,29 s im Halbfinale über 400 Meter ausschied und über 200 Meter mit 24,64 s nicht über den Vorlauf hinauskam. Im Jahr darauf schied sie bei den Halleneuropameisterschaften in Turin mit 55,65 s in der Vorrunde über 400 Meter aus und belegte mit der türkischen 4-mal-400-Meter-Staffel in 3:37,37 min den fünften Platz. 2010 schied sie bei den Europameisterschaften in Barcelona mit 24,53 s und 54,19 s jeweils in der ersten Runde über 200 und 400 Meter aus und wurde im Staffelbewerb wegen eines Dopingfalls im Team nachträglich disqualifiziert. Im Jahr darauf schied sie bei den Halleneuropameisterschaften in Paris mit 54,58 s im Semifinale über 400 Meter aus und im Juli belegte sie bei den U23-Europameisterschaften in Ostrava in 54,08 s den vierten Platz. Anschließend schied sie bei der Sommer-Universiade in Shenzhen mit 53,38 s im Halbfinale über 400 Meter aus und schied im 200-Meter-Lauf mit 24,29 s im Viertelfinale aus und wurde im Staffelbewerb erneut nachträglich disqualifiziert. 2012 gewann sie bei den Balkan-Hallenmeisterschaften in Istanbul in 3:41,47 min die Silbermedaille im Staffelbewerb hinter dem rumänischen Team und gewann auch über 400 Meter in 53,52 s die Silbermedaille hinter der Bulgarin Wanja Stambolowa. Kurz darauf schied sie bei den Hallenweltmeisterschaften ebendort mit 54,48 s im Semifinale über 400 Meter aus. Im Sommer startete sie bei den Europameisterschaften, den Balkan-Meisterschaften und den Olympischen Sommerspielen in London und wurde dort jeweils nachträglich in den Staffelbewerben wegen mehrerer Dopingfälle im Team disqualifiziert. 2013 nahm sie erneut an der Sommer-Universiade teil und 2014 startete sie bei den Balkan-Meisterschaften und den Europameisterschaften, jedoch wurde sie 2015 selbst wegen Unregelmäßigkeiten in ihrem Biologischen Pass aufgrund der Anti-Dopingbestimmungen gesperrt und rückwirkend wurden all ihre Ergebnisse ab Juni 2012 annulliert.
In den Jahren 2008 und 2010 wurde Redif türkische Meisterin im 200-Meter-Lauf sowie 2008 auch über 400 Meter. Zudem wurde sie 2012 Hallenmeisterin über 400 Meter.

## Persönliche Bestleistungen
- 200 Meter: 23,87 s (+1,3 m/s), 20. Juni 2010 in Budapest
- 400 Meter: 52,89 s, 3. Juli 2010 in Ankara
  - 400 Meter (Halle): 53,04 s, 29. Januar 2011 in Karlsruhe (türkischer Rekord)